# Metapone truki
Metapone truki é uma espécie de formiga do gênero Metapone, pertencente à subfamília Myrmicinae.